# Oryzaephilus mercator
Oryzaephilus mercator is een keversoort uit de familie spitshalskevers (Silvanidae). De wetenschappelijke naam van de soort werd in 1889 gepubliceerd door Charles Adolphe Albert Fauvel.